# Trudó de Sint-Truiden
Trudó (en francès Trudon i Trond), (Zerkingen, actual Sint-Truiden, Bèlgica, ca. 630 – Sint-Truiden, 23 de novembre de 693 o 695), era un sacerdot cristià, fundador d'una abadia. És venerat com a sant per diverses confessions cristianes.

## Biografia
Segons una hagiografia molt tardana del 1383, hauria estat fill d'una família de la noblesa franca: hom pensa que la seva mare fou la beata Adela de Pfalzel, una neboda de Pipí el Vell i son pare un cert Wicbold, comte d'Haspengouw, dels Kempen i de Flandes.
Va seguir el consell de Remacle, bisbe de Maastricht, que va enviar-lo a Metz per estudiar i fer-se sacerdot. Després de la seva consagració pel bisbe Clodulf de Metz el 655, va tornar al seu país nadiu. Al voltant de 660 va donar al seu amic Clodulf de Metz les terres que va heretar de son pare, per construir-hi una església dedicada als sants Quintí i Remigi de Reims, sants amb molta devoció entre els francs. Així, tot i que aquestes terres eren al bisbat de Lieja, passaren a dependre del bisbat de Metz.
Uns anys després va afegir-hi un convent del qual va ser el primer abat. L'Església Catòlica va conferir-li el títol d'Apòstol d'Haspengouw pels seus esforços en l'evangelització de la població del comtat.

## Veneració
Trudó fou sebollit a l'església del seu monestir. Les relíquies foren traslladades més tard a la Catedral de Lieja. El seu dies natalis és el 23 de novembre.
Al segle ix, l'abadia va adoptar la regla benedictina. L'abadia i la ciutat que va créixer al seu entorn va prendre el nom de Sint-Truiden, variant neerlandesa del seu nom. Es troba també a Brugge una abadia dedicada a Trudo.